# Thomas Stöllner
Thomas Stöllner (geboren am 27. März 1967 in Salzburg) ist ein österreichischer Prähistoriker und Montanarchäologe.

## Leben
Thomas Stöllner studierte von 1986 bis 1995 Vor- und Frühgeschichte, Anthropologie, Christliche Archäologie und Geologie an den Universitäten Salzburg, Regensburg, Wien und Marburg. An der Universität Marburg wurde er 1995 mit der Arbeit Die Hallstatt- und der Beginn der Latènezeit im Inn-Salzach-Raum bei Otto-Herman Frey promoviert. Im gleichen Jahr wurde er wissenschaftlicher Assistent am Vorgeschichtlichen Seminar in Marburg und leitete in dieser Position bis 2000 die eisenzeitlichen Ausgrabungen am Dürrnberg bei Hallein. Während dieser Zeit erhielt er 1997 den Förderpreis für wissenschaftliche Arbeiten des Landes Salzburg.
Im Jahr 2000 wurde Stöllner Leiter des Fachbereichs Montanarchäologie am Deutschen Bergbau-Museum in Bochum. Von August bis Oktober des Jahres war er außerdem Visiting Research Fellow der Flinders University in Adelaide. Mit der Arbeit Studien zum prähistorischen Salzwesen in Mitteleuropa wurde er 2003 in Marburg habilitiert und im Anschluss zum Privatdozenten ernannt. 2004 wurde er ordentliches Mitglied des Deutschen Archäologischen Instituts und der Kommission für Allgemeine und Vergleichende Archäologie.
Die Ruhr-Universität Bochum berief ihn 2006 auf den Lehrstuhl für Ur- und Frühgeschichte, auf dem er seither lehrt. Parallel dazu ist er weiter am Deutschen Bergbau-Museum tätig, wo seit 2014 die Abteilung Forschung leitet und 2020–2022 stellvertretender Museumsdirektor war.
Zudem ist Stöllner seit 2009 Mitglied der Beratergruppe des Zentrums für Baltische und Skandinavische Archäologie, seit 2010 Beirat des Österreichischen Forschungszentrum Dürrnberg, seit 2013 des Keltenmuseums Hallein. Einem 2011 ergangenen Ruf auf den Lehrstuhl für Urgeschichte des Menschen an der Universität Wien folgte er nicht. 2013 wurde er zum Leiter der Abteilung Forschung am Deutschen Bergbau-Museum Bochum ernannt, als solcher Mitglied des Direktoriums, 2014 in den Beirat der Stiftung zur Förderung der Archäologie im rheinischen Braunkohlenrevier berufen. Im Jahr 2018 war Stöllner Honorary Visiting Scholar der Flinders University. Im selben Jahr wurde er Sprecher des Schwerpunktprogramms 2176 „Das iranische Hochland: Resilienzen und Integration in vormodernen Gesellschaften“ der Deutschen Forschungsgemeinschaft.

## Forschungen
Die montanarchäologischen Forschungen Stöllners sind weit gestreut und konzentrieren sich nicht allein auf Erz- und Salzgewinnung der Eisenzeit in den Alpen. Seine Forschungen galten etwa auch der Salzgewinnung in der iranischen Provinz Zandschan, wo er im Rahmen des International Chehrabad Saltmummy & Saltmine Exploration Project das unter den Achämeniden und Sassaniden betriebene Salzbergwerk von Chehrabad untersuchte. Auch bei der Erforschung des frühbronzezeitlichen Bergbaugebiets im georgischen Sakdrissi war Stöllner maßgeblich beteiligt. Weitere Forschungen führten ihn in die zentralasiatische Steppe, in das Gebiet des Altai, wo die Forschungen der bronzezeitlichen und früheisenzeitliche Rohstoffgewinnung galten. Dem Bergau des präkolumbischen Peru in den Anden wandte er sich genauso zu wie der vorgeschichtlichen Eisengewinnung im Siegerland. Niederschlag fanden seine Forschungen in weit über 150 Aufsätzen und zahlreichen Monographien. Darüber hinaus ist Stöllner an zahlreichen Publikationen als Herausgeber beteiligt und als wissenschaftlicher Beirat des Archäologischen Korrespondenzblattes Redaktor für den Bereich Archäologie und Naturwissenschaften.

## Publikationen (Auswahl)
Eine umfangreiche Bibliographie der allein über 150 Aufsätze umfassenden Schriften Thomas Stöllners bietet die Ruhr-Universität Bochum:
- Die Hallstattzeit und der Beginn der Latènezeit im Inn-Salzach-Gebiet (= Archäologie in Salzburg. Band 3/II). Amt der Salzburger Landesregierung, Salzburg 1996.
- Der prähistorische Salzbergbau am Dürrnberg bei Hallein I. Forschungsgeschichte – Forschungsstand – Forschungsanliegen (= Dürrnberg-Forschungen. Band 1). Leidorf, Rahden 1999.
- Die Hallstattzeit und der Beginn der Latènezeit im Inn-Salzach-Raum. Auswertung (= Archäologie in Salzburg. Band 3/I). Amt der Salzburger Landesregierung, Salzburg 2002.
- Der prähistorische Salzbergbau am Dürrnberg/Hallein II. Befunde und Funde der Untertageausgrabungen zwischen 1990–2000 (= Dürrnberg-Forschungen. Band 3/1). Leidorf, Rahden 2002.
- Der prähistorische Salzbergbau am Dürrnberg/Hallein II. Befunde und Funde der Untertageausgrabungen zwischen 1990–2000 (= Dürrnberg-Forschungen. Band 3/2). Leidorf, Rahden 2003.
- mit Peter Thomas: Bergauf Bergab. Ein Zeitreise durch 10000 Jahre Bergbau. Begleitbuch zur Ausstellung (= Veröffentlichungen aus dem Deutschen Bergbau-Museum Bochum. Nummer 206). Verlag Marie Leidorf, Rahden (Westfalen) 2015, ISBN 978-3-86757-007-7 (nicht zu verwechseln mit dem gleichnamigen Begleitband zur Ausstellung, bei dem Stöllner als Mitherausgeber fungiert).
- mit Irina Gambashidze: The Gold of Sakdrisi. Man's first gold mining enterprise (= Veröffentlichungen aus dem Deutschen Bergbau-Museum Bochum. Nummer 211). Verlag Marie Leidorf, Rahden (Westfalen) 2016, ISBN 978-3-86757-011-4.
- mit Roland Lavelle: Der Dürrnberg bei Hallein. Die Gräbergruppe und die Siedlungs- und Ritualbefunde am Simonbauernfeld. Mit Beiträgen von Karin Wiltschke-Schrotta und Herbert Böhm (= Dürrnberg-Forschungen. Band 11). Verlag Marie Leidorf, Rahden (Westfalen) 2019, ISBN 978-3-89646-895-6.